# La principessa delle Canarie
La principessa delle Canarie è un film del 1954 diretto da Paolo Moffa.

## Trama
Nel 1450, gli spagnoli decidono di conquistare le Isole Canarie, che ancora rifiutano di sottomettersi.
Un galeone salpa alla conquista: tra i passeggeri c'è anche Don Diego, ma quando la flotta si avvicina ad un paese abitato, trovano uno scenario di morte e distruzione: la guarnigione spagnola è stata distrutta dalla forza bruta dell'isola.
Un giorno Don Diego si trova disarmato di fronte a un puma, ma una freccia lo trafigge; poco dopo sbuca fuori una bellissima donna di nome Guayarmina, (Almadena nell'edizione spagnola). Don Diego ne rimane folgorato.
Dopo la morte del sovrano dell'isola, la ragazza va in sposa a Bantanai /Bentejui nell'edizione spagnola.
Ben presto Don Diego fa ritorno sull'isola con una delegazione per trattare la pace con i sovrani; tutto sembra andare per il meglio fino a quando tre membri dell'ambasciata non rimangono uccisi: è l'inizio dello scontro.
Mentre infuria la battaglia,  Guayarmina / Almadena e Bantanai / Bentejui fuggono sulle montagne, ma il marito viene ucciso da un colpo di pistola sparato da Don Diego che, arrivato, si dichiarerà alla donna favorendo così la riconciliazione tra i due popoli.

## Distribuzione
Il film è stato distribuito nel circuito cinematografico italiano il 30 dicembre del 1954.
Venne in seguito distribuito anche in Spagna, paese co-produttore (26 luglio 1955), Portogallo (9 maggio 1956), Francia (25 febbraio 1959) e Messico (24 novembre 1960).

## Accoglienza
La pellicola risultò il 93° incasso al botteghino italiano della stagione cinematografica 1954-1955.